# Apache Mesos
Apache Mesos est un projet open-source gestionnaire de cluster. Il est développé par l'université de Berkeley.

## Utilisateurs
Le réseau social Twitter a commencé à utiliser Mesos et Apache Aurora en 2010, après une présentation de Hindman[Qui ?] à un groupe d'ingénieurs de Twitter.
Airbnb a déclaré en juillet 2013 qu'elle utilise Mesos pour faire fonctionner des systèmes de traitement de données comme Apache Hadoop et Apache Spark.
Le site d'enchères eBay a déclaré en avril 2014 que ses développeurs utilisaient Mesos en intégration continue  en utilisant un plugin Mesos personnalisé qui permet aux développeurs de lancer leur propre instance Jenkins privée.
En avril 2015, Apple annonce que Siri utilise une version modifiée de Mesos appelé Jarvis.
En août 2015, Verizon annonce sélectionner DC/OS de mésosphère, qui est basé sur la version open source d'Apache Mesos, pour l'orchestration des services dans ses datacenters.
En novembre 2015, Yelp a annoncé avoir utilisé Mesos et Marathon pendant un an et demi pour des services de production.

## Technologie
Mesos utilise Linux Cgroups pour isoler le processeur, la mémoire, les E / S et le système de fichiers. Mesos est comparable à l'ordonnanceur Borg de Google, une plate-forme hautement secrète utilisée en interne pour gérer et distribuer les services de Google.

### Apache Aurora
Apache Aurora est un framework Mesos pour les services ayant une durée d’exécution longue et les tâches Cron, développé à l'origine par Twitter à partir de 2010 et ouvert depuis fin 2013. Il peut être déployé sur des dizaines de milliers de serveurs et présente de nombreuses similitudes avec le Borg [9] de Google, y compris pour son langage destiné à la configuration des services.

### Chronos
Chronos est un système distribué de type cron, qui est élastique et peut également exprimer les dépendances entre les tâches

### Marathon
Marathon est mise en avant comme plate-forme en tant que service (PaaS) ou comme orchestrateur de conteneurs à grande échelle allant jusqu'au millier de serveurs physiques. Il est totalement RESTful et permet le déploiement de versions canary comme de diverses autres méthodes de déploiement. Il est écrit dans le langage de programmation Scala.